# Serica lateritia
Serica lateritia är en skalbaggsart som beskrevs av Moser 1915. Serica lateritia ingår i släktet Serica och familjen Melolonthidae. Inga underarter finns listade i Catalogue of Life.